# Dreiband-Europameisterschaft 1961

Logo CEB (ausrichtender Verband)

Veranstaltungsort: Triest

Die Dreiband-Europameisterschaft 1961 war das 19. Turnier in dieser Disziplin des Karambolagebillards und fand vom 9. bis 12. März 1961 in Triest statt. Es war die erste Billard-Europameisterschaft in Italien.

## Geschichte
In Triest wurde der Grundstein für eine neue Zeitrechnung in der internationalen Dreibandszene gelegt werden. Erstmals dabei war der erst 23-jährige Raymond Ceulemans, der von da an nach Belieben die Szene der nächsten 25 Jahre dominieren sollte. Er konnte auf Anhieb die Bronzemedaille gewinnen. Sieger wurde zum zweiten Mal nach 1958 der Österreicher Johann Scherz. Er nutzte letztmals die Gunst der Stunde und gewann alle Partien souverän und wurde somit verdient Europameister. Alle Teilnehmer und Besucher dieser Europameisterschaft waren begeistert von der malerischen Kulisse des Turniersaals. Diese Meisterschaft wurde erneut mit einer Eurovisionssendung im Fernsehen übertragen.

## Modus
Gespielt wurde in zwei Vorrundengruppen „Jeder gegen Jeden“ bis 60 Punkte mit Nachstoß/Aufnahmegleichheit. Die Gruppen bestanden aus je 5 Spielern. Die drei Gruppenersten bildeten die Endgruppe A. Die Partiepunkte aus der Vorrunde wurden in die Finalrunde mitgenommen. Die vierten und fünften der Vorrundengruppen bildeten die Endgruppe B. Die in den Vorrundengruppen gespielten Partien wurden in die Endgruppen mitgenommen.

## Vorrunden Gruppen
| MP    | Match Points (Sieger = 2; Unentschieden = 1; Verlierer = 0) |
| Pkte. | Erzielte Karambolagen                                       |
| Aufn. | Benötigte Versuche                                          |
| GD    | Generaldurchschnitt                                         |
| BED   | Bester Einzeldurchschnitt eines Spielers                    |
| HS    | Höchstserie                                                 |
|       | Bester GD des Turniers                                      |
|       | Bester ED des Turniers                                      |
|       | Beste HS des Turniers                                       |
|       | 1. Platz (Gold)                                             |
|       | 2. Platz (Silber)                                           |
|       | 3. Platz (Bronze)                                           |

| Abschlusstabelle Vorrunden-Gruppe A | Abschlusstabelle Vorrunden-Gruppe A | Abschlusstabelle Vorrunden-Gruppe A | Abschlusstabelle Vorrunden-Gruppe A | Abschlusstabelle Vorrunden-Gruppe A | Abschlusstabelle Vorrunden-Gruppe A | Abschlusstabelle Vorrunden-Gruppe A | Abschlusstabelle Vorrunden-Gruppe A |
| Platz                               | Name                                | MP                                  | Pkte.                               | Aufn.                               | GD                                  | BED                                 | HS                                  |
| ----------------------------------- | ----------------------------------- | ----------------------------------- | ----------------------------------- | ----------------------------------- | ----------------------------------- | ----------------------------------- | ----------------------------------- |
| 1                                   | Henny de Ruijter                    | 8:0                                 | 240                                 | 280                                 | 0,857                               | 1,034                               | 10                                  |
| 2                                   | Raymond Ceulemans                   | 6:2                                 | 217                                 | 229                                 | 0,947                               | 1,090                               | 9                                   |
| 3                                   | Bernard Siguret                     | 4:4                                 | 217                                 | 254                                 | 0,854                               | 0,882                               | 9                                   |
| 4                                   | Søren Søgaard                       | 2:6                                 | 195                                 | 271                                 | 0,719                               | 0,759                               | 6                                   |
| 5                                   | Giuseppe Tomsich                    | 0:8                                 | 105                                 | 302                                 | 0,347                               | –                                   | 4                                   |
| Gruppendurchschnitt: 0,729          |                                     |                                     |                                     |                                     |                                     |                                     |                                     |

| Abschlusstabelle Vorrunden-Gruppe B | Abschlusstabelle Vorrunden-Gruppe B | Abschlusstabelle Vorrunden-Gruppe B | Abschlusstabelle Vorrunden-Gruppe B | Abschlusstabelle Vorrunden-Gruppe B | Abschlusstabelle Vorrunden-Gruppe B | Abschlusstabelle Vorrunden-Gruppe B | Abschlusstabelle Vorrunden-Gruppe B |
| Platz                               | Name                                | MP                                  | Pkte.                               | Aufn.                               | GD                                  | BED                                 | HS                                  |
| ----------------------------------- | ----------------------------------- | ----------------------------------- | ----------------------------------- | ----------------------------------- | ----------------------------------- | ----------------------------------- | ----------------------------------- |
| 1                                   | Johann Scherz                       | 8:0                                 | 240                                 | 241                                 | 0,995                               | 1,200                               | 7                                   |
| 2                                   | Joaquín Domingo                     | 4:4                                 | 229                                 | 309                                 | 0,741                               | 0,967                               | 7                                   |
| 3                                   | Egidio Vieira                       | 4:4                                 | 202                                 | 290                                 | 0,696                               | 0,821                               | 6                                   |
| 4                                   | Ernst Rudolph                       | 2:6                                 | 193                                 | 297                                 | 0,649                               | 0,594                               | 7                                   |
| 5                                   | Arcadio Voltas                      | 2:6                                 | 196                                 | 347                                 | 0,564                               | 0,560                               | 6                                   |
| Gruppendurchschnitt: 0,714          |                                     |                                     |                                     |                                     |                                     |                                     |                                     |

## Abschlusstabelle
| Endgruppe A | Endgruppe A       | Endgruppe A | Endgruppe A | Endgruppe A | Endgruppe A | Endgruppe A | Endgruppe A |
| Platz       | Name              | MP          | Pkte.       | Aufn.       | GD          | BED         | HS          |
| ----------- | ----------------- | ----------- | ----------- | ----------- | ----------- | ----------- | ----------- |
| 1           | Johann Scherz     | 14:0        | 420         | 420         | 1,000       | 1,200       | 7           |
| 2           | Henny de Ruijter  | 12:2        | 406         | 510         | 0,796       | 1,034       | 10          |
| 3           | Raymond Ceulemans | 10:4        | 374         | 403         | 0,928       | 1,090       | 9           |
| 4           | Egidio Vieira     | 6:8         | 367         | 487         | 0,753       | 1,132       | 10          |
| 5           | Joaquin Domingo   | 6:8         | 385         | 512         | 0,751       | 0,967       | 7           |
| 6           | Bernard Siguret   | 4:10        | 354         | 429         | 0,825       | 0,882       | 9           |

| Endgruppe B                | Endgruppe B      | Endgruppe B | Endgruppe B | Endgruppe B | Endgruppe B | Endgruppe B | Endgruppe B |
| Platz                      | Name             | MP          | Pkte.       | Aufn.       | GD          | BED         | HS          |
| -------------------------- | ---------------- | ----------- | ----------- | ----------- | ----------- | ----------- | ----------- |
| 7                          | Arcadio Voltas   | 6:6         | 316         | 537         | 0,588       | 0,681       | 6           |
| 8                          | Ernst Rudolph    | 4:8         | 311         | 456         | 0,682       | 0,845       | 7           |
| 9                          | Søren Søgaard    | 4:8         | 303         | 447         | 0,677       | 0,759       | 6           |
| 10                         | Giuseppe Tomsich | 0:12        | 182         | 475         | 0,383       | –           | 4           |
| Turnierdurchschnitt: 0,730 |                  |             |             |             |             |             |             |